# 卡默斯山麓圣彼得
卡默斯山麓圣彼得是奥地利施蒂利亚州穆劳县的一个市镇。总面积84.31平方公里，总人口2175人，人口密度25.8人/平方公里（2005年）。